# 謝氏樸麗魚
謝氏樸麗魚，為輻鰭魚綱鱸形目隆頭魚亞目慈鯛科的其中一種，分布於非洲基伍湖流域，棲息深度可達9公尺，體長可達8.5公分，棲息在中底層水域，屬肉食性，生活習性不明。

## 擴展閱讀
維基物種上的相關：謝氏樸麗魚